# 鉢場陶瓷
鉢場陶瓷是越南河內嘉林縣鉢場社出產的陶瓷器的總稱，在越南首屈一指。